# Gary Oldman
Gary Leonard Oldman (Londres, 21 de marzo de 1958) es un actor, director de cine, guionista y productor inglés.
Entre sus películas están JFK (1991), Amada Inmortal (1994), Drácula, de Bram Stoker (1992), Romeo Is Bleeding (1993), Léon (1994), El quinto elemento (1997), Harry Potter y el prisionero de Azkaban (2004), Batman Begins (2005) Harry Potter y la Orden del Fénix (2007), The Dark Knight (2008), Tinker Tailor Soldier Spy, The Dark Knight Rises (2012), Darkest Hour (2017) y Mank (2020). También ha doblado a Viktor Reznov en los videojuegos Call of Duty World at War y Call of Duty: Black Ops y a Lord Shen en Kung Fu Panda 2, papel por el que recibió una nominación a Mejor Interpretación Vocal en los premios Annie.
Su interpretación de Sid Vicious en Sid and Nancy figura en la lista «Las 100 mejores interpretaciones de la historia del cine». Ha recibido, entre otros, tres BAFTAs un premio Saturno, un Globo de Oro y un Oscar a mejor actor por su papel de Winston Churchill en Darkest Hour. En 2011, recibió el premio honorífico Empire Icon.
Su ópera prima como director, Nil by Mouth, ganó dos premios BAFTA.

## Biografía
Gary Leonard Oldman nació el 21 de marzo de 1958 en una familia de clase trabajadora en el distrito londinense de New Cross. Su padre, Leonard Bertram Oldman, era alcohólico y abandonó a su esposa, Kathleen Cheriton, e hijos cuando Oldman tenía siete años.
A los quince años abandonó el colegio y comenzó a trabajar en una tienda de artículos deportivos. Fue después de ver a Malcolm McDowell en The Raging Moon e If... que decidió dedicarse a la actuación. Intentó ingresar la Royal Academy of Dramatic Art, pero lo rechazaron. Se anotó entonces en el Rose Bruford College.

## Carrera

### Primeros trabajos
Tras graduarse, trabajó en Entertaining Mr Sloane en Chesterfield, en distintas producciones en York y Colchester y en el Citizens Theatre de Glasgow, donde participó, entre otras obras, en El caballero de la rosa y en Los últimos días de la humanidad, de Karl Kraus. Después de verlo en Saved, de Edward Bond, en Westcliffe, Max Stafford-Clark, director artístico del Royal Court Theatre, lo llamó para interpretar a Scopey en La boda del papa, también de Bond, que sería su primer trabajo importante en Londres. Subsiguientemente, Oldman participó en otras producciones de ese teatro, como Rat in the Skull, de Ron Hutchinson, en 1984, Women Beware Women, dirigida por Howard Barker, en 1986, y Serious Money en 1987, con dirección de Stafford-Clark. En 1982, interpretó a un soldado en Summit Conference, junto a Glenda Jackson y Georgina Hale en el teatro Lyric del West End. Entre 1985 y 1986, fue miembro de la Royal Shakespeare Company, con la que trabajó en la trilogía Piezas de guerra, de Bond, Abel and Cain, de Francis Wyndman, The Desert Air, de Nicholas Wright, Real Dreams, de Trevor Griffith, y El montaplatos, de Harold Pinter. Fue Horner en la comedia de la Restauración The Country Wife en el Royal Exchange de Mánchester en 1986.
Paralelamente, trabajó en películas para televisión: Remembrance, de Colin Gregg, en 1982, Meantime, de Mike Leigh al año siguiente y Honest, Decent and True, dirigida por Les Blair y parte de Screen Two, en 1985. Ese mismo año realizó su primer protagónico en cine, cuando interpretó a Sid Vicious en Sid y Nancy, biopic sobre el bajista de los Sex Pistols. Oldman recibió un premio Evening Standard British Film a mejor actor revelación y el premio del London Film Critic's Circle a actor del año. En 1987, interpretó a Joe Orton, acompañado por Alfred Molina y Vanessa Redgrave, en Prick Up Your Ears, de Stephen Frears. La película ganó el premio a Mejor Contribución Artística en el Festival de cine de Cannes y Oldman fue nominado al premio BAFTA como mejor actor. Ese mismo año, retomó su papel del policía Naylor en la versión televisiva de Rat in the Skull realizada para Central TV.
Volvió a trabajar con Gregg en 1988, en We Think the World of You, donde interpretó a un marinero del East End londinense que va a prisión por robo.
En 1990, protagonizó junto a Tim Roth Rosencrantz y Guildenstern han muerto, película dirigida por Tom Stoppard y basada en su obra de teatro homónima.

### 1990-2000

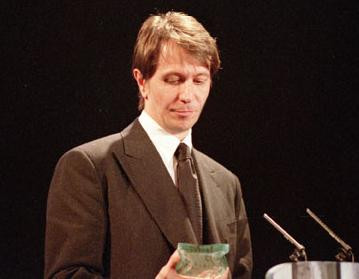
Oldman en el año 2000

A fines de la década de 1980, Oldman se mudó a Estados Unidos, primero a Nueva York, donde vivió siete años, y luego a California. En la década siguiente, realizó sus primeras películas en Hollywood, dirigido por, entre otros, Francis Ford Coppola, Tony Scott y Bernard Rose.
En 1991, participó en el telefilm británico Heading Home, parte de Screen Two, dirigido por David Hare.
En 1992, interpretó a Drácula en Drácula, de Bram Stoker, de Coppola, trabajo por el que ganó un premio Saturn a mejor actor. A esta película le siguieron True Romance, de Scott (1993), Immortal Beloved (1994) y The Scarlet Letter (1995), entre otras. También trabajó con Luc Besson en Léon (1994) y en la película de ciencia ficción El quinto elemento (1997). A partir de 1999, sus trabajos se hicieron menos estelares, a excepción de su papel en The Contender, de Sheldon Runyon.
En 1997, escribió y dirigió Nil by Mouth, película semiautobiográfica centrada en un hombre de clase trabajadora que golpea a su esposa, que tiene influencias del cine de Mike Leigh y Ken Loach. En el film, protagonizado por Ray Winstone y Kathy Burke, trabaja también su hermana, Laila Morse. Oldman recibió el Channel 4 Director's Award en el Festival Internacional de Cine de Edimburgo de 1997, un BAFTA a Mejor Guion al año siguiente y fue nominado al premio BIFA a Mejor Director y Mejor Guion. Nil by Mouth, por su parte, obtuvo el BAFTA a Mejor Película Británica, el premio Empire en la categoría Best Debut y una nominación a la Palma de Oro en el Festival Internacional de Cine de Cannes de 1997. En 1999, el British Film Institute la incluyó en el puesto 97 del BFI Top 100 British films.

### 2000-2010

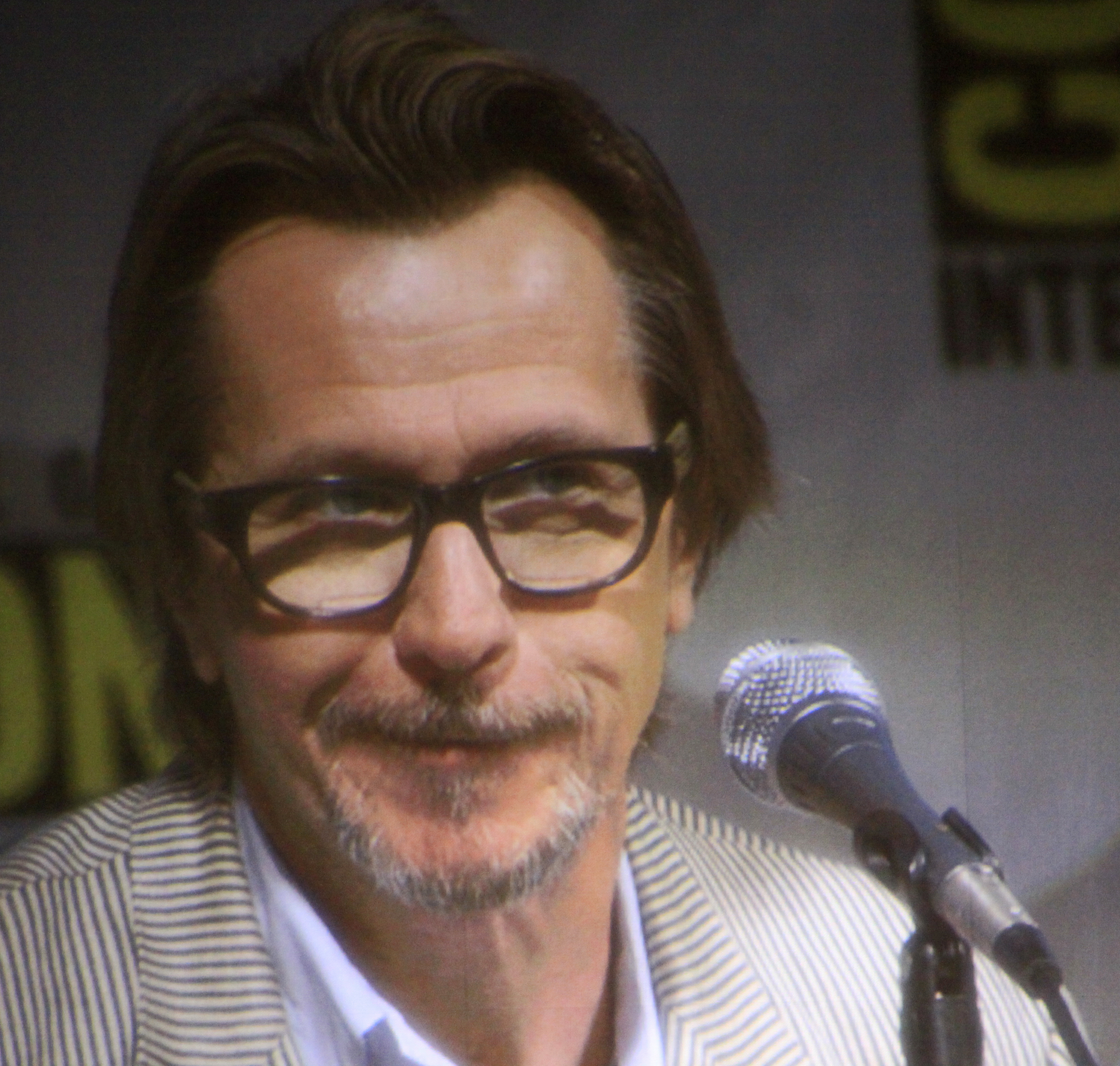
Oldman en la Convención Internacional de Cómics de San Diego de 2009

En 2001, interpretó a Mason Verger en Hannibal, de Ridley Scott. Volvió a trabajar con Anthony Hopkins en esta secuela de El silencio de los corderos. Tenía que someterse a aproximadamente seis horas de maquillaje cada día de rodaje para interpretar a Mason Verger. Decidió rodar la película sin recibir honorarios y exigió que su nombre no figurara en los títulos principales. La única referencia a él en los créditos es junto a su maquilladora. También hizo una pequeña participación en un capítulo de la comedia Friends, por la que fue nominado a un Emmy en la categoría Mejor Actor Invitado. En 2003 interpretó a Rolfe, un hombre afectado de acondroplasia, en Tiptoes, de Matthew Bright. En el reparto lo acompañan Peter Dinklage y Kate Beckinsale. El actor adelgazó casi 15 kilos y cada día de rodaje ocultaba sus piernas con un arnés que lo obligaba a permanecer mucho tiempo agachado, por lo que luego tardaba horas en desentumecerse con hielo. Aunque no fue una imposición del director, Oldman decidió permanecer en esta postura el mayor tiempo posible para poder estudiar al personaje e interpretarlo con realismo.
También rodó una película en español, Bosque de sombras (The Backwoods), bajo la dirección de Koldo Serra y estrenada en la sección Zabaltegi del festival de cine de San Sebastián en 2006. Serra quedó muy sorprendido con su dedicación. Cuando se comentó el hecho de que debía aprender español, Oldman contestó: "Aprendí rumano para interpretar Drácula, ahora puedo aprender español".
En 2010, trabajó junto a Denzel Washington y Mila Kunis en The Book of Eli. Narró además dos documentales británicos: Countdown to Zero, de Lucy Walker, y One Night in Turin, que sigue la participación de la selección de fútbol de Inglaterra en Italia 90.

### Harry Potter y la trilogía de Batman
En 2004, Oldman interpretó a Sirius Black en Harry Potter y el prisionero de Azkabán, papel que retomaría en la cuarta, quinta y octava entregas de la serie. El productor David Heyman dijo: "Siempre que ves a Gary en una película, resulta absorbente, dinámico y peligroso. Pero por dentro resulta vulnerable. Esas cualidades de peligro y calidez son fundamentales para el papel de Sirius Black, y Gary transmite de manera muy intensa todas las complejidades emocionales del personaje". A partir de 2005, también fue James Gordon en la trilogía de The Dark Knight, dirigida por Christopher Nolan y compuesta por Batman Begins (2005), The Dark Knight (2008) y The Dark Knight Rises (2012).

### Trabajos posteriores
En 2009, interpretó a Bob Cratchit y Jacob Marley en A Christmas Carol, película de animación por computadora dirigida por Robert Zemeckis y basada en Un cuento de Navidad, de Dickens.
En 2011 actuó en Red Riding Hood y fue la voz de Shen en la película animada Kung Fu Panda 2, trabajo por el que fue nominado a un premio Annie en la categoría Actuación de voz en cine. También personificó al espía George Smiley en Tinker Tailor Soldier Spy.
En 2014, interpretó al doctor Norton en RoboCop y a Dreyfus en Dawn of the Planet of the Apes. La organización London Film Critics' Circle le otorgó el premio Dilys Powell a la excelencia.
En 2017, recibió el premio BIFA Variety en reconocimiento a su trayectoria. Ese mismo año, participó en la película de ciencia ficción The Space Between Us y en la comedia de acción The Hitman's Bodyguard. Interpretó también a Winston Churchill en Darkest Hour, film de Joe Wright que narra la difícil situación del primer ministro en sus primeros días en el cargo, en el marco del avance de Adolf Hitler durante la Segunda Guerra Mundial. Por este trabajo recibió numerosas nominaciones y premios, entre ellos el BAFTA, el Globo de Oro y el Oscar, todos en la categoría Mejor Actor.
Al año siguiente, fue la voz de un programa de inteligencia artificial en la película de Netflix Tau y participó en Hunter Killer.
En 2019, participó en Killers Anonymous y Mary y protagonizó, junto a Meryl Streep y Antonio Banderas, The Laundromat, de Steven Soderbergh, estrenada en el Festival de Venecia. También protagonizó junto a Olga Kurylenko el thriller The Courier
En 2020 fue parte, junto a Amy Adams y Julianne Moore, de The Woman in the Window, también dirigida por Wright y basada en la novela homónima de A. J. Finn, trabajó en Crisis con Armie Hammer, e interpretó al escritor Herman J. Mankiewicz en Mank, de David Fincher, estrenada en Netflix.
En 2022, trabajó en la serie Slow Horses emitida por Apple TV+.

## Popularidad e influencia

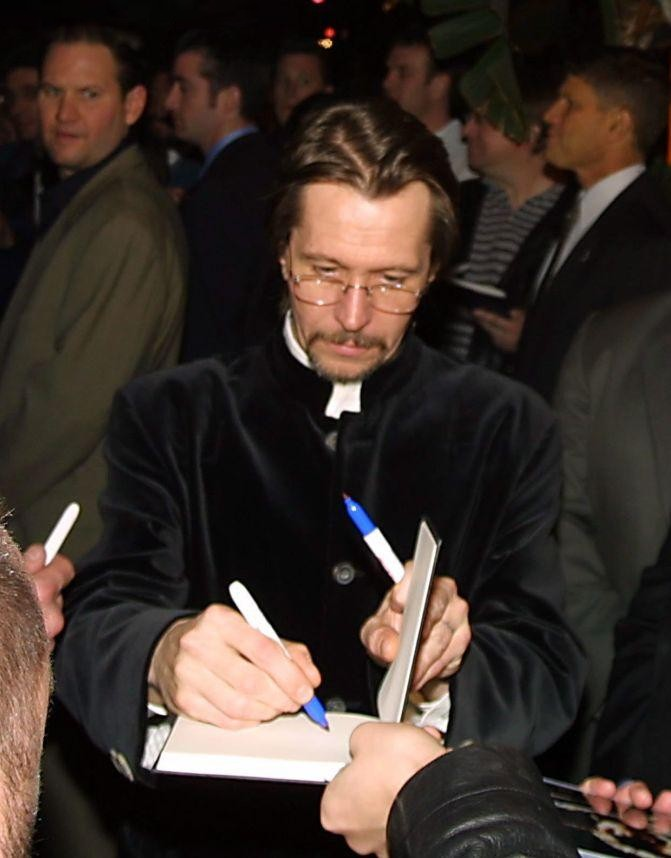
Oldman firmando autógrafos en la premier de Harry Potter y la Orden del Fénix

Es capaz de imitar distintos acentos a la perfección, lo que ha demostrado en varios de sus trabajos. Su retrato de Sid Vicious en Sid and Nancy figura en el puesto 64 en la revista premiere "Las 100 mejores interpretaciones de todos los tiempos" y en el puesto 8 en la revista Uncut "Los 10 mejores actores en papeles de Rock". También su interpretación de Norman Stansfield en Léon ocupa el puesto 43 en La crítica de cine online Los 100 mejores villanos de todos los tiempos y aparece en la lista Las 100 estrellas más sexys de la historia del cine de la revista Empire de 2007.
Por Tinker Tailor Soldier Spy, Oldman fue nominado al Oscar, pero el premio se lo llevó Jean Dujardin por The Artist. John le Carré, autor del libro, dijo que incluso Alec Guinness (que interpretó a Smiley en una serie británica) se pondría de pie para aplaudir la interpretación de Oldman.
Las críticas a las interpretaciones de Oldman han sido mayoritariamente muy positivas. Roger Ebert dijo: "Es uno de los más grandes actores, capaz de jugar con alta, baja, vulgar y noble" y Janet Maslin lo describió como "un extraordinario actor".

## Vida privada
Oldman siempre ha sido discreto sobre su vida privada, de la que no se sabe mucho excepto sus problemas con el alcohol. A mediados de la década de 1990 ingresó en un programa de Alcohólicos Anónimos.
Se casó en 1987 con la actriz Leslie Manville, con quien tiene un hijo, Alfie. Entre 1990 y 1992, estuvo casado con Uma Thurman y, entre 1997 y 2001, con Donya Fiorentino, madre de sus dos hijos menores. En 2008, contrajo matrimonio con la cantante de jazz británica Alexandra Edenborough, de quien se divorció en 2015. En 2017, se casó con la curadora de arte Gisele Schmidt.
Participó en el video de "Since I Don't Have You", de Guns N' Roses, representando al diablo. En 2013 apareció en el vídeo de la canción "The Next Day", de David Bowie, del mismo álbum, en el papel de un sacerdote.

## Trabajos

### Teatro
| Año                | Obra                             | Personaje                                 | Director               | Teatro                                         |
| ------------------ | -------------------------------- | ----------------------------------------- | ---------------------- | ---------------------------------------------- |
|                    | Entertaining Mr Sloane           |                                           |                        |                                                |
|                    | Saved                            |                                           |                        |                                                |
| 1981               | A Waste of Time                  |                                           | Philip Prowse          | Holland Festival                               |
| 1981               | Chinchilla                       |                                           | Philip Prowse          | Teatro Caracas (Festival de teatro de Caracas) |
| 1981               | Chinchilla                       | Koninklijke Schouwburg (Holland Festival) | Philip Prowse          |                                                |
| 1981               | Desperado Corner                 |                                           | Di Trevis              | Citizens' Theatre                              |
| 1983               | El caballero de la rosa          |                                           | Philip Prowse          | Festival Internacional de Edimburgo            |
| 1983               | El caballero de la rosa          | Citizens' Theatre                         | Philip Prowse          |                                                |
| 1982               | Summit Conference                | Soldado                                   |                        | Lyric                                          |
| 1983               | Los últimos días de la humanidad |                                           | Paul Shaw              | Festival Internacional de Edimburgo            |
| 1983               | Los últimos días de la humanidad | Citizens' Theatre                         | Paul Shaw              |                                                |
| 1984               | La boda del papa                 | Scopey                                    | Max Stafford Clark     | Royal Court Theatre                            |
| 1984               | Rat in the Skull                 | Naylor                                    |                        | Royal Court Theatre                            |
| 1985               | Rojo, negro e ignorante          | Hijo                                      | Nick Hamm              | The Pit                                        |
| 1985               | The Tin Can People               | Hombre 3                                  | Nick Hamm              | The Pit                                        |
| 1985               | Great Peace                      | Hombre/Hijo                               | Nick Hamm              | The Pit                                        |
| 1985               | Abel and Cain                    | Abel                                      | Howerd Daley           | Almeida Theatre                                |
| 1985               | The Desert Air                   | Major Carp/Petko                          | Adrian Noble           | The Pit                                        |
| 1986               |                                  |                                           |                        |                                                |
| Real Dreams        | Jack                             | Ron Daniels                               | The Pit                |                                                |
| El montaplatos     |                                  | Adrian Dunbar                             | Almeida Theatre        |                                                |
| Women Beware Women |                                  | Howard Baker                              | Royal Court Theatre    |                                                |
| The Country Wife   | Horner                           |                                           | Royal Exchange Theatre |                                                |
| 1987               | Serious Money                    |                                           | Max Stafford-Clark     | Royal Court Theatre                            |

### Cine
| Año  | Título                                             | Papel                              | Notas                            |
| ---- | -------------------------------------------------- | ---------------------------------- | -------------------------------- |
| 1986 | Sid y Nancy                                        | Sid Vicious                        |                                  |
| 1987 | Prick Up Your Ears                                 | Joe Orton                          |                                  |
| 1988 | Track 29                                           | Martin                             |                                  |
| 1988 | We Think the World of You                          | Johnny                             |                                  |
| 1989 | Criminal Law                                       | Ben Chase                          |                                  |
| 1989 | Chattahoochee                                      | Emmett Foley                       |                                  |
| 1990 | Rosencrantz y Guildenstern han muerto              | Rosencrantz                        |                                  |
| 1990 | State of Grace                                     | Jackie Flannery                    |                                  |
| 1990 | Henry y June                                       | Pop                                | Acreditado como Maurice Escargot |
| 1991 | JFK                                                | Lee Harvey Oswald                  |                                  |
| 1992 | Drácula, de Bram Stoker                            | Drácula                            |                                  |
| 1993 | True Romance                                       | Drexl Spivey                       |                                  |
| 1993 | Romeo Is Bleeding                                  | Jack Grimaldi                      |                                  |
| 1993 | Fallen Angels                                      | Pat Keiley                         |                                  |
| 1994 | Léon                                               | Norman Stansfield                  |                                  |
| 1994 | Immortal Beloved                                   | Ludwig van Beethoven               |                                  |
| 1995 | Murder in the First                                | Milton Glenn                       |                                  |
| 1995 | The Scarlet Letter                                 | Reverendo Arthur Dimmesdale        |                                  |
| 1996 | Basquiat                                           | Albert Milo                        |                                  |
| 1997 | El quinto elemento                                 | Jean-Baptiste Emmanuel Zorg        |                                  |
| 1997 | Air Force One                                      | Egor Korshunov                     |                                  |
| 1997 | Nil by Mouth                                       |                                    | Director, productor y guionista  |
| 1998 | Perdidos en el espacio                             | Dr. Zachary Smith                  |                                  |
| 1998 | Quest for Camelot                                  | Sir Ruber                          | Voz                              |
| 2000 | The Contender                                      | Rep. Sheldon Runyon                | También productor ejecutivo      |
| 2000 | Monsignor Renard                                   |                                    | No acreditado                    |
| 2001 | Nobody's Baby                                      | Buford Hill                        | También productor                |
| 2001 | Hannibal                                           | Mason Verger                       | No acreditado                    |
| 2002 | Interstate 60                                      | O. W. Grant                        |                                  |
| 2002 | The Hire                                           | The Devil                          | Cortometraje                     |
| 2003 | Tiptoes                                            | Rolfe                              |                                  |
| 2003 | Sin                                                | Charlie Strom                      |                                  |
| 2004 | Harry Potter y el prisionero de Azkaban            | Sirius Black                       |                                  |
| 2004 | Who's Kyle?                                        | Scouse                             |                                  |
| 2005 | Batman Begins                                      | James Gordon                       |                                  |
| 2005 | Harry Potter y el cáliz de fuego                   | Sirius Black                       |                                  |
| 2005 | Dead Fish                                          | Lynch                              |                                  |
| 2006 | Bosque de sombras                                  | Paul                               |                                  |
| 2007 | Harry Potter y la Orden del Fénix                  | Sirius Black                       |                                  |
| 2008 | The Dark Knight                                    | James Gordon                       |                                  |
| 2009 | The Unborn                                         | Joseph Sendak                      |                                  |
| 2009 | Rain Fall                                          | William Holtzer                    |                                  |
| 2009 | A Christmas Carol                                  | Bob Cratchit/Jacob Marley/Tiny Tim | Voz                              |
| 2009 | Planet 51                                          | General Grawl                      | Voz                              |
| 2010 | The Book of Eli                                    | Carnegie                           |                                  |
| 2010 | Countdown to Zero                                  | Narrador                           | Solo prólogo                     |
| 2010 | One Night in Turin                                 | Narrador                           |                                  |
| 2011 | Red Riding Hood                                    | Padre Solomon                      |                                  |
| 2011 | Kung Fu Panda 2                                    | Lord Shen                          | Voz                              |
| 2011 | Harry Potter y las Reliquias de la Muerte: parte 2 | Sirius Black                       |                                  |
| 2011 | Tinker Tailor Soldier Spy                          | George Smiley                      |                                  |
| 2011 | Guns, Girls and Gambling                           | Elvis                              |                                  |
| 2012 | The Dark Knight Rises                              | James Gordon                       |                                  |
| 2012 | Lawless                                            | Floyd Banner                       |                                  |
| 2013 | Paranoia                                           | Nicolas Wyatt                      |                                  |
| 2014 | RoboCop                                            | Dr. Dennett Norton                 |                                  |
| 2014 | Dawn of the Planet of the Apes                     | Dreyfus                            |                                  |
| 2015 | Child 44                                           | Timur Nestorov                     |                                  |
| 2015 | Man Down                                           | Peyton                             |                                  |
| 2017 | The Space Between Us                               | Nathaniel Sheperd                  |                                  |
| 2017 | The Hitman's Bodyguard                             | Vladislav Dukhovich                |                                  |
| 2017 | Darkest Hour                                       | Winston Churchill                  |                                  |
| 2018 | Tau                                                | Tau                                | Voz                              |
| 2018 | Hunter Killer                                      | Almirante Charles Donnegan         |                                  |
| 2019 | Killers Anonymous                                  | The Man                            |                                  |
| 2019 | The Laundromat                                     | Jürgen Mossack                     |                                  |
| 2019 | Mary                                               | David                              |                                  |
| 2019 | The Courier                                        | Ezekiel Mannings                   |                                  |
| 2020 | Mank                                               | Herman J. Mankiewicz               |                                  |
| 2021 | Crisis                                             | Dr. Tyrone Brower                  |                                  |
| 2021 | The Woman in the Window                            | Alistair Russell                   |                                  |

### Televisión
| Año  | Título                | Papel               | Notas                                                               |
| ---- | --------------------- | ------------------- | ------------------------------------------------------------------- |
| 1982 | Remembrance           | Coxy                |                                                                     |
| 1984 | Meantime              | Daniel              | Película de televisión                                              |
| 1984 | Dramarama             | Ben                 | Episodio: On Your Tod                                               |
| 1984 | Morgan's Boy          | Colin               | 4 episodios                                                         |
| 1985 | Summer Season         | Gary                | Episodio: Rachel and the Roarettes                                  |
| 1985 | Honest, Decent & True | Derek Bates         |                                                                     |
| 1987 | Rat in the Skull      |                     | Película para televisión                                            |
| 1989 | The Firm              | Clive "Bex" Bissell | Película para televisión                                            |
| 1989 | Knots Landing         | Don Ross            | Episodio: Close Call                                                |
| 1991 | Heading Home          | Ian Tyson           | Película para televisión, parte de Screen Two                       |
| 1993 | Fallen Angels         | Pat Keiley          | Episodio: Dead End for Delia                                        |
| 1999 | Tracey Takes On...    | Hairdresser         | Episodio: Hair                                                      |
| 1999 | Jesus                 | Poncio Pilato       | Película de televisión                                              |
| 2001 | Friends               | Richard Crosby      | Episodios: "The One with Monica and Chandler's Wedding" Parte 1 y 2 |
| 2002 | Greg the Bunny        | Él mismo            | 1 episodio                                                          |
| 2022 | Slow Horses           | Jackson Lamb        |                                                                     |

### Videojuegos y pinball
| Año  | Título                                    | Papel                                       | Notas         |
| ---- | ----------------------------------------- | ------------------------------------------- | ------------- |
| 1993 | Bram Stoker's Dracula                     | Count Dracula                               | Pinball       |
| 1998 | El Quinto Elemento                        | Jean-Baptiste Emmanuel Zorg                 |               |
| 2003 | Medal of Honor: Allied Assault            | Sgt. Jack Barnes                            |               |
| 2003 | True Crime: Streets of LA                 | Rasputin "Rocky" Kuznetskov/Agent Masterson |               |
| 2006 | La Leyenda de Spyro: un nuevo comienzo    | Ignitus                                     |               |
| 2007 | La leyenda de Spyro: la noche eterna      | Ignitus                                     |               |
| 2008 | La leyenda de Spyro: la fuerza del dragón | Ignitus                                     |               |
| 2008 | Call of Duty: World at War                | Sgt. Viktor Reznov                          |               |
| 2010 | Call of Duty: Black Ops                   | Cap. Viktor Reznov/Dr. Daniel Clarke        |               |
| 2012 | Call of Duty: Black Ops II                | Cap. Viktor Reznov                          | Desacreditado |
| 2015 | Star Citizen: Squadron 42                 | Admiral Bishop                              |               |

## Premios y nominaciones
| Año  | Premio                                      | Categoría                                   | Película                                | Resultado |
| ---- | ------------------------------------------- | ------------------------------------------- | --------------------------------------- | --------- |
| 1987 | Evening Standard British Film               | Actor revelación                            | Sid y Nancy                             | Ganador   |
| 1988 | London Film Critics' Circle                 | Actor del año                               | Sid y Nancy                             | Ganador   |
| 1990 | Independent Spirit                          | Mejor Actor Protagonista                    | Rosencrantz y Guildenstern han muerto   | Nominado  |
| 1992 | Saturn                                      | Mejor Actor                                 | Drácula, de Bram Stoker                 | Ganador   |
| 1993 | MTV Movie Awards                            | Mejor Beso (compartido con Winona Ryder)    | Drácula, de Bram Stoker                 | Nominado  |
| 1995 | Golden Raspberry                            | Peor Pareja (Compartido con Demi Moore)     | The Scarlet Letter                      | Nominado  |
| 1997 | Festival Internacional de Cine de Edimburgo | Mejor Director                              | Nil by Mouth                            | Ganador   |
| 1998 | BAFTA                                       | Mejor Guion                                 | Nil by Mouth                            | Ganador   |
| 1998 | BIFA                                        | Mejor Director                              | Nil by Mouth                            | Nominado  |
| 1998 | BIFA                                        | Mejor Guion                                 | Nil by Mouth                            | Nominado  |
| 1998 | Empire                                      | Best Debut                                  | Nil by Mouth                            | Ganador   |
| 1998 | Blockbuster Entertainment Awards            | Actor Secundario Favorito - Acción/Aventura | Air Force One                           | Nominado  |
| 1998 | MTV Movie Awards                            | Mejor Lucha (compartido con Harrison Ford)  | Air Force One                           | Nominado  |
| 1998 | MTV Movie                                   | Mejor Villano                               | Air Force One                           | Nominado  |
| 1999 | Saturn                                      | Mejor Actor Secundario                      | Lost in Space                           | Nominado  |
| 2001 | Independent Spirit                          | Mejor Actor Secundario                      | The Contender                           | Nominado  |
| 2001 | Screen Actors Guild                         | Mejor actor secundario                      | The Contender                           | Nominado  |
| 2001 | Emmy                                        | Mejor Actor Invitado en Serie de Comedia    | Friends                                 | Nominado  |
| 2001 | USA Film Festival                           |                                             |                                         | Ganador   |
| 2003 | DVD Exclusive Awards                        | Mejor Actor Secundario                      | Interstate 60                           | Nominado  |
| 2005 | Saturn                                      | Mejor Actor Secundario                      | Harry Potter y el prisionero de Azkaban | Nominado  |
| 2008 | Scream                                      | Mejor Actor Secundario                      | The Dark Knight                         | Ganador   |
| 2011 | Empire                                      | Empire Icon Award                           | Empire Icon Award                       | Ganador   |
| 2011 | British Independent Film                    | Mejor Actor                                 | Tinker Tailor Soldier Spy               | Nominado  |
| 2011 | San Francisco Film Critics Circle           | Mejor Actor                                 | Tinker Tailor Soldier Spy               | Ganador   |
| 2011 | London Film Critics' Circle                 | Mejor Actor y Mejor Actor Británico         | Tinker Tailor Soldier Spy               | Nominado  |
| 2011 | Óscar                                       | Mejor actor                                 | Tinker Tailor Soldier Spy               | Nominado  |
| 2011 | Satellite                                   | Mejor actor                                 | Tinker Tailor Soldier Spy               | Nominado  |
| 2011 | Annie                                       | Mejor Interpretación Vocal                  | Kung Fu Panda 2                         | Nominado  |
| 2011 | Gotham                                      |                                             |                                         | Ganador   |
| 2014 | London Film Critics' Circle                 | Premio Dilys Powell                         | Premio Dilys Powell                     | Ganador   |
| 2017 | BIFA                                        | BIFA Variety                                | BIFA Variety                            | Ganador   |
| 2018 | Óscar                                       | Mejor actor                                 | Darkest Hour                            | Ganador   |
| 2018 | BAFTA                                       | Mejor actor                                 | Darkest Hour                            | Ganador   |
| 2018 | Empire                                      | Mejor Actor                                 | Darkest Hour                            | Nominado  |
| 2018 | London Film Critics' Circle                 | Mejor actor                                 | Darkest Hour                            | Nominado  |
| 2018 | Sindicato de Actores                        | Mejor actor                                 | Darkest Hour                            | Ganador   |
| 2018 | Globo de Oro                                | Mejor actor - Drama                         | Darkest Hour                            | Ganador   |
| 2018 | Crítica Cinematográfica                     | Mejor actor                                 | Darkest Hour                            | Ganador   |
| 2018 | Satellite                                   | Mejor actor                                 | Darkest Hour                            | Ganador   |
| 2018 | AACTA                                       | Mejor Actor Extranjero                      | Darkest Hour                            | Ganador   |
| 2021 | Oscar                                       | Mejor Actor                                 | Mank                                    | Nominado  |
| 2021 | Globo de Oro                                | Mejor actor-Drama                           | Mank                                    | Nominado  |
| 2021 | Columbus Film Critics Association           | Mejor Actor                                 | Mank                                    | Nominado  |
| 2021 | Dallas-Fort Worth Film Critics Association  | Mejor Actor                                 | Mank                                    | Nominado  |
| 2021 | Denver Film Critics Society                 | Mejor Actor                                 | Mank                                    | Nominado  |
| 2021 | Music City Film Critics Association         | Mejor Actor                                 | Mank                                    | Nominado  |
| 2021 | St. Louis Film Critics Association          | Mejor Actor                                 | Mank                                    | Nominado  |
| 2021 | Sindicato de Actores                        | Mejor actor                                 | Mank                                    | Nominado  |
| 2021 | Crítica Cinematográfica                     | Mejor actor                                 | Mank                                    | Nominado  |
| 2021 | Satellite                                   | Mejor actor                                 | Mank                                    | Nominado  |
| 2021 | AARP                                        | Mejor actor                                 | Mank                                    | Nominado  |